# Yagyabhumi
Yagyabhumi (nep. य‍ज्ञभुमी) – gaun wikas samiti w środkowej części Nepalu w strefie Dźanakpur w dystrykcie Dhanusa. Według nepalskiego spisu powszechnego z 2011 roku liczył on 3136 gospodarstw domowych i 15 645 mieszkańców (8083 kobiety i 7562 mężczyzn).